# اغواشده و رهاشده
اغواشده ورها شده (به انگلیسی: Seduced and Abandoned) یک فیلم مستند آمریکایی به کارگردانی جیمز توباک محصول سال ۲۰۱۳ است. این فیلم به جزئیات سفر توباک و الک بالدوین می‌پردازد زیرا آنها سعی می‌کنند یک مفهوم فیلم را در جشنواره فیلم کن در سال ۲۰۱۲ بفروشند. این دو با شرکت در چندین جلسه با تهیه‌کنندگان و همچنین مصاحبه با کارگردانان و بازیگران، جنبه تولید فیلم برای تأمین مالی یک فیلم را بررسی می‌کنند. 
اولین بار فیلم در جشنواره یک سال بعد در تاریخ ۲۰ مه ۲۰۱۳ به نمایش درآمد.

## بازیگران
- رایان گاسلینگ به عنوان خودش
- جسیکا چستین به عنوان خودش
- دایان کروگر در نقش خودش
- مارتین اسکورسیزی به عنوان خودش
- الک بالدوین به عنوان خودش
- جیمز کان به عنوان خودش
- رومن پولانسکی به عنوان خودش
- فرانسیس فورد کوپولا به عنوان خودش
- Bérénice Bejo در نقش خودش
- برناردو برتولوچی به عنوان خودش
- شارلوت کرک در نقش خودش
- جرمی توماس به عنوان خودش
- بن اشنایدر به عنوان خودش
- تورستن شوماخر به عنوان خودش
- تاکی تئودوراکوپولوس به عنوان خودش[۱][۲]

این فیلم بازخورد مثبت منتقدان را دریافت کرد.